# Libeled Lady
Libeled Lady é um filme estadunidense de 1936, do gênero comédia romântica dirigido por Jack Conway. O filme foi indicado ao prêmio Oscar de melhor filme.

## Sinopse
O editor de jornal Haggerty (Spencer Tracy), adia seu casamento com sua noiva Gladys (Jean Harlow) por causa de um problema no jornal onde trabalha. Então, os dois se unem a um corrupto advogado para aplicar golpe milionário em garota rica. Mas o plano perfeito acaba mostrando grandes falhas. 

## Elenco
|  | Jean Harlow como Gladys         |  | William Powell como Bill Chandler |
|  | Myrna Loy como Connie Allenbury |  | Spencer Tracy como Haggerty       |